# ペットの里
一般財団法人ペットの里（ペットのさと）は、岩手県滝沢市にある一般財団法人である。2014年3月11日設立。2014年9月20日オープン。代表理事は田中亜弓。
一般社団法人日本元気丸という経営者団体の設立時からの理事を務める田中亜弓が、所属起業家たちの支援を受けて設立。「ペット保護の聖地」をつくることで、ペットの殺処分をなくすことを目標に掲げている。また引き取ったペットを新たな飼い主の元に送ることや新たな雇用も創設できるようにするとしている。2
2014年9月に「ZERO JAPANプロジェクト」を始動。2020年にまでに殺処分ゼロを目指すとしている。敷地面積は約12万坪（東京ドーム10個分）で、完成すれば現在世界最大と言われているドイツベルリンのティアハイム約6万坪の倍の規模となる。運営費用は寄付とグッズ販売による収入などを見込んでいる。2014年9月20日に動物保護施設を開園した。一般開放されている約5千坪の日本最大級のドッグランなどを備える。
2022年に終了したいわて雪まつりに代わる催しとして、2023年2月に「ALLいわて雪フェスティバル」を開催。来年以降も継続開催を目指している。

## 評議員
企業との連携を重視し、評議員に上場会社代表7名を並べている。
- 鎌田正彦 - SBSホールディングス株式会社代表取締役社長
- 鈴木崇宏 - 株式会社ジャストプランニング代表取締役社長
- 西江肇司 - 株式会社ベクトル代表取締役
- 左敬真 - 一般社団法人日本介護協会 理事長
- 文野直樹 - イートアンド株式会社代表取締役社長
- 松村明 - モジュレ株式会社代表取締役
- 森中一郎 - 株式会社エフアンドエム代表取締役社長

## メディア露出
- 2014年9月1日 - ワールドビジネスサテライト[7]
- 2014年9月4日 - 共同通信社[5]
- 2015年6月5日 - NHK岩手